# Chloroclystis cuneilinea
Chloroclystis cuneilinea är en fjärilsart som beskrevs av W. Warren 1906. Chloroclystis cuneilinea ingår i släktet Chloroclystis och familjen mätare. Inga underarter finns listade i Catalogue of Life.